# Fei Mu
Fei Mu (en chino tradicional, 費穆; en chino simplificado, 费穆; pinyin, Feì Mù) (Shanghái, 10 de octubre de 1906 - 31 de enero de 1951) fue uno de los principales directores de cine de la China anteriores al comunismo. 

## Biografía
Fei Mu creció en Pekín, donde se graduó en una escuela francesa. Además de hablar el francés, obligatorio en esta escuela, Fei aprendió por su cuenta el inglés, el alemán, el ruso y el italiano. Al terminar su aprendizaje trabajó como contable para una compañía minera en la provincia de Hebei. 
De regreso en Pekín Fei contribuyó haciendo críticas de cine en diversos periódicos y revistas y fundó junto a Zhu Shilin la revista cinematográfica Hollywood (Haolaiwu). Más adelante sería contratado como redactor jefe del departamento de información de la Compañía Cinematográfica del Norte de China en 1930. En 1932 se trasladó a Shanghái donde le ofrecían el puesto de director de la productora Lianhua.
Su primera película Noches de la ciudad (Chengshi zhiye, 1934) fue bien recibida por crítica y público, pero el rollo no se conserva. Fei continuó realizando películas para Lianhua durante los años años 30 como Láng shān dié xuě jì) (La montaña del lobo) (una alegoría de la guerra contra Japón). y Canción de China (Tian lun, 1935) una exaltación de los valores tradicionales que formaba parte del Movimiento de Nueva Vida. Más adelante, Canción de China sería una de las pocas películas chinas que se distribuyeron en Estados Unidos.
Si hay una obra clave para caracterizar a Fei como uno de los principales directores chinos esta es Primavera en un pueblo pequeño (1948), que volvería a ser llevada al cine en 2002 por Tian Zhuangzhuang y que fue declarada la obra maestra del cine chino en 2005 por la Asociación de críticos de cine de Hong Kong, siendo su influencia comparada a la de Ciudadano Kane en Hollywood. Fei continuó produciendo películas durante la "Segunda edad de oro" y dirigió el primer largometraje en color Remordimientos de muerte (Sheng si hen, 1948). Después del levantamiento comunista en 1949, Fei Mu, junto a otros artistas e intelectuales, se exilió a Hong Kong donde fundó la compañía cinematográfica Longma junto a Zhu Shilin y Fei Luyi. 
Después de su muerte en Hong Kong, en 1951, la obra de Fei Mu fue ignorada y olvidada en la China continental, rechazada por los críticos  maoístas que lo consideraban reivindicativo y conservador. Su talento no volvió a ser evaluado hasta los años 80, cuando se reabrió el Archivo Cinematográfico de China tras la Revolución Cultural, donde se encontró el negativo de Primavera en un pueblo pequeño. -->

## Filmografía
- Noches de la ciudad (Chéngshì zhīyè, 1933)
- Xiang xue hai (1934)
- Ren sheng (1934)
- La canción de China (Tianlun, 1935)
- La montaña del lobo (Lang shan die xue ji, 1936)
- Bei zhancheng jingzhong lu (1937)
- Dujin de cheng (1937)
- Zhan jingtang (1937)
- Chungui duanmung (1937)
- Confucio (Kong Fuzi) (1940)
- Guose tianxin (1941)
- Gu zhongguo zhi ge (1941)
- Jinxiu heshan (1946)
- Xiao fang niu (1948)
- Remordimientos de muerte (Shengsi hen, 1948)
- Primavera en un pueblo pequeño (Xiǎochéng zhī chūn) (1948)